# Бряг Брайан
Бряг Брайан (на английски: Bryan Coast) е част от крайбрежието на Западна Антарктида, в източния сектор на Земя Елсуърт, простиращ се между 72°55' и 73°45’ ю.ш. и 76°30' и 85° з.д. Брегът е разположен в източната част на Земя Елсуърт, покрай южните брегове на море Белингсхаузен част от тихоокеанския сектор на Южния океан. На запад граничи с Брега Ейтс на Земя Елсуърт, а на изток – с Брега Инглиш на Земя Палмер. Крайбрежието му е слабо разчленено, с изключения на дълбоко вдаващият се в сушата леден залив Елтанин. Цялото крайбрежие е заето изцяло от източната част на шелфовия ледник Абът и крайната югозападна част на шелфовия ледник Джордж VІ. В последния от северозапад на югоизток се вдава дългия е тесен залив Карол, който отделя големия остров Смайли от континента. Изцяло е покрит с дебела ледена покривка, над която стърчат отделни оголени върхове и нунатаки от които към шелфовите ледници се спускат планински ледници.
Източната част на Брега Брайан е открит на 17 декември, а западната – на 22 декември 1940 г. при полетите на американските антарктически изследователи Артър Карол и Фин Роне съответно, участници в американската антарктическа експедиция 1939 – 1941 г., ръководена от адмирал Ричард Бърд. Детайлно брегът е изследван и топографски заснет от въздуха и от наземни екипи в периода 1961 – 1967 г., като през 1961 г. Геоложката служба на САЩ го наименува Бряг Брайан в чест на американския хидрограф, адмирал от ВМФ на САЩ Джорд Брайан.